# انتونیو فورتس
انتونیو فورتس (انگلیسی: Antonio Fuertes; ۳ دسامبر ۱۹۲۹ – ۵ ژانویهٔ ۲۰۱۵) بازیکن فوتبال اهل اسپانیا بود.
از باشگاه‌هایی که در آن بازی کرده‌است می‌توان به باشگاه فوتبال الچه و باشگاه فوتبال والنسیا اشاره کرد.
وی همچنین در تیم ملی فوتبال اسپانیا بازی کرده‌است.